# Cynoglossum baeticum
Cynoglossum baeticum är en strävbladig växtart som beskrevs av Sutor och Yacute. Cynoglossum baeticum ingår i släktet hundtungor, och familjen strävbladiga växter. Inga underarter finns listade i Catalogue of Life.